# São João do Sul
São João do Sul este un oraș în Santa Catarina (SC), Brazilia.